# 小行星6462
小行星6462（英語：6462 Myougi）是一颗围绕太阳公转的小行星。1994年1月9日，小林隆男在大泉町发现了此天体。
这颗小行星的绝对星等为267.9705948395388等。